# Medasina corticaria
Medasina corticaria är en fjärilsart som beskrevs av John Henry Leech 1897. Medasina corticaria ingår i släktet Medasina och familjen mätare. Inga underarter finns listade i Catalogue of Life.